# デイビッド・デイビス・ウォーカー
デイビッド・デイビス・ウォーカー（David Davis "D.D." Walker、1840年1月19日 - 1918年10月4日）は、セントルイスの服飾店Ely & Walkerの創業者。アメリカ最高裁判事デイビッド・デイビスは従兄弟に当たる。息子はジョージ・ハーバート・ウォーカーで、元アメリカ合衆国大統領ジョージ・H・W・ブッシュとジョージ・W・ブッシュは子孫にあたる。
ジョージ・E・ウォーカーとハリエット・マーサーの息子として生まれ、イリノイ州ブルーミントン近郊の両親の農場で育った。14歳で、ウィスコンシン州のベロイト大学のベロイトPreparatory Academyに送られた。1857年、にビジネス修行のため、セントルイス市内最大の卸売服飾店the merchandiser Crow, McCreery & Co.に行った。雑用係から身を立て、8年後に共同経営者となった。仕事中毒の結果、病気になったが、1878年にはだいぶ回復し、さらに2年で全快した。1880年、仕事に戻り、フランク・イーリーなどとEly, Walker & Co.を造った。 1883年イーリー・ウォーカー服飾品会社なった。1892年まで、社長の座にあり、会社に対する関心を持ち続けた。息子デビッド・デイビス・ジュニア、ジョセフ・シドニー、ジョージ・ハーバート・ウォーカー第二次世界大戦後、バーリントン・インダストリーズにより、買収されるまで、しっかりと関わりを持っていた。
1918年に息子ジョージが所有するメイン州の海沿いケネバンクポートWalker's Pointで亡くなった。そこは現在ブッシュ家が所有するブッシュ・コンパウンドとなっている。